# Unentgeltliche Rechtsauskunft
Bei einer unentgeltlichen Rechtsauskunft hat der Rechtsuchende die Möglichkeit, bei einem Anwalt eine erste kostenlose Rechtsberatung zu erhalten. Die Dauer ist meist auf 15 bis 30 Minuten limitiert. Diese soll ihm die Möglichkeit geben, die Frage zu klären, ob er überhaupt einen Anwalt braucht und was dieser für ihn tun kann.
Die unentgeltliche Rechtsauskunft ersetzt keine umfassende Rechtsberatung. Vielmehr können Rechtsuchende eine erste Orientierung zu ihrer Rechtsfrage einholen. Sie erfahren so, welche Schritte notwendig sind, um ihr Problem zu lösen, welche Kosten hierbei anfallen und wie lange die weiteren Schritte voraussichtlich dauern werden.

## Angebot in der Schweiz
In der Schweiz wird unentgeltliche Rechtsauskunft von folgenden Stellen organisiert und angeboten:
- Schweizerischer Anwaltsverband: Die meisten kantonalen Anwaltsverbände betreiben Rechtsauskunftsstellen. Die Mitglieder erteilen dort kostenlos oder teilweise gegen eine kleine Gebühr kurze Rechtsberatungen. Meist finden die Termine ohne Voranmeldung und in regelmässigen Abständen statt.
- Rechtsauskunft Anwaltskollektiv
- Einige Gemeinden bieten öffentliche Sprechstunden für ihre Einwohner an.

Ebenfalls verbreitet sind Rechtsauskunftsstellen an Gerichten oder für die jeweiligen Mitglieder von Gewerkschaften oder Verbänden wie z. B. Mieter- oder Hauseigentümerverband.